# CD 텍스트
CD 텍스트(CD-Text)는 오디오 CD용 레드 북 콤팩트 디스크 사양 표준의 확장 기능이다. 표준을 준수하는 오디오 CD에 추가 정보(예: 앨범 이름, 노래 이름, 아티스트 이름)를 저장할 수 있다.
CD 텍스트 사양은 1996년 9월에 발표된 멀티미디어 명령 세트 3 R01(MMC-3) 표준에 포함되었으며 소니그룹이 지원했다. 또한 레드 북의 새로운 개정판에도 추가되었다. 실제 텍스트는 IEC 61866 표준에 정의된 인터랙티브 텍스트 전송 시스템(ITTS)과 호환되는 형식으로 저장된다. ITTS 표준은 미니디스크 형식뿐만 아니라 디지털 오디오 방송 기술 및 디지털 콤팩트 카세트에도 적용된다.

## 저장
CD 텍스트 정보는 디스크의 R에서 W까지의 서브채널에 저장된다. 이 정보는 일반적으로 디스크의 리드인 영역에 있는 서브채널에 저장되며, 여기에는 약 5 KB의 공간이 있다. 또한 디스크의 메인 프로그램 영역(오디오 트랙이 있는 곳)에도 저장할 수 있으며, 약 31 MB를 저장할 수 있다. R에서 W 채널은 오디오 CD의 레드 북 사양에서 사용되지 않으므로 모든 CD 플레이어에서 읽히지 않아 일부 장치에서 CD 텍스트 정보를 읽을 수 없다.

## 포맷
CD 텍스트 데이터는 MMC-3 및 소니 문서에서 분산되어 정의된다. 아래는 GNU libcdio의 설명을 사용한다.
가장 낮은 수준에서 CD 텍스트는 18바이트 "팩" 단위로 저장된다. 이 부분은 MMC-3 부록 J에 정의되어 있다. 각 팩은 4바이트 헤더(유형 표시자, 트랙 번호 참조, 순차 카운터, 블록 번호 및 문자 위치 표시자[BNCPI]), 12바이트 페이로드, 2바이트 CRC로 구성된다. 유형 표시자는 0x80에서 0x8F까지이며, 정의된 13개 값은 다음과 같다.
| 유형 | 키워드     | 설명                             | 구역   | 포맷     |
| ---- | ---------- | -------------------------------- | ------ | -------- |
| 0x84 | ARRANGER   | 편곡자 이름                      | 임의   | 문자     |
| 0x83 | COMPOSER   | 작곡가 이름                      | 임의   | 문자     |
| 0x86 | DISK_ID    | 디스크 식별 정보                 | 디스크 | 바이너리 |
| 0x87 | GENRE      | 장르 식별 및 장르 정보           | 디스크 | 바이너리 |
| 0x8e | ISRC       | 각 트랙의 국제표준녹음코드       | 트랙   | 문자     |
| 0x85 | MESSAGE    | 콘텐츠 제공자 및 아티스트 메시지 | 임의   | 문자     |
| 0x81 | PERFORMER  | 연주자 이름                      | 임의   | 문자     |
| 0x82 | SONGWRITER | 작사가 이름                      | 임의   | 문자     |
| 0x80 | TITLE      | 앨범 이름 또는 트랙 이름         | 임의   | 문자     |
| 0x88 | TOC_INFO   | 목차 정보                        | 디스크 | 바이너리 |
| 0x89 | TOC_INFO2  | 두 번째 목차 정보                | 디스크 | 바이너리 |
| 0x8e | UPC_EAN    | 앨범의 UPC/EAN 코드              | 디스크 | 문자     |
| 0x8f | SIZE_INFO  | 블록 크기 정보                   | 임의   | 바이너리 |

BNPCI는 하나의 팩에 맞지 않는 정보를 정의하는 데 사용된다. 이는 텍스트 또는 이진 데이터일 수 있다. BNCPI는 또한 텍스트가 단일 바이트인지 더블 바이트 데이터인지 상단 비트로 나타낸다. 이는 널 종단 문자열이 정의되는 방식을 결정한다. 0x00의 한 바이트 또는 두 바이트이다. (참고: DBCS 모드는 거의 사용되지 않는다. 컴퓨터 DBCS 코드 페이지는 ASCII와 호환되는 "하이브리드"이며 NUL 동작에서도 호환되므로 특수 null 처리가 필요하지 않다. UTF-16이 의도된 용도일 수 있다.)
MMC-3에 따라 "문자"로 위에 나열된 블록 유형의 경우 페이로드는 간단한 널 종단 문자열이다. (MMC-3은 여기에서 혼란스럽게 작성되어 있다. 나중에 BNCPI 플래그가 동작을 수정한다고 언급했음에도 불구하고 팩 유형 테이블에서 인코딩을 "ASCII"로 설명한다.) 이진 필드의 설명은 모호하지만, GNU libcdio의 개발자는 MMC-3의 섹션과 일치시키거나 소니 샘플을 기반으로 새로운 설명을 작성했다.
또 다른 수준의 인코딩 사양은 SIZE_INFO 블록의 이 페이로드 수준에서 찾을 수 있다. 여기서는 첫 번째 바이트가 ASCII, Latin-1, 또는 "MS-JIS" 인코딩을 나타내는 데 사용될 수 있다. 이는 원래 소니 저작 도구에서 지원된다.

## 같이 보기
- CD+G
- CDVU+
- ID3
- 보비스 코멘트